# Michel Brandt

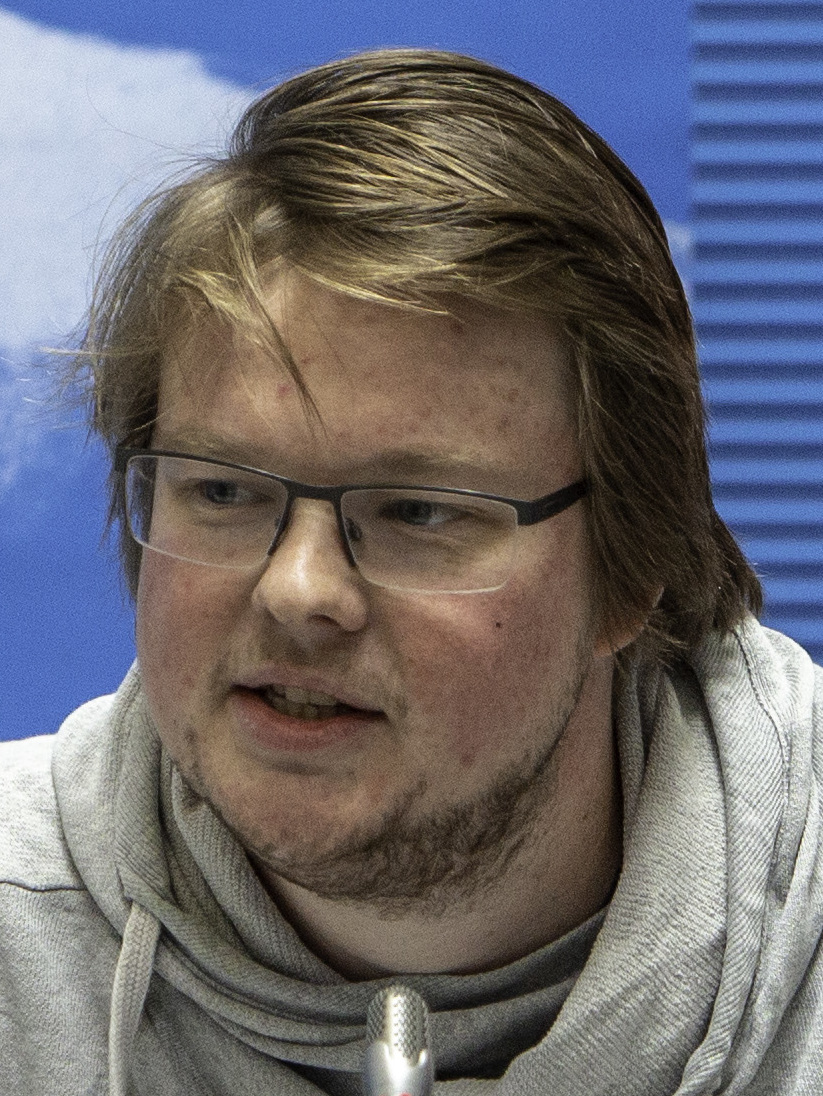
Michel Brandt, 2018

Michel Brandt (* 14. Juli 1990 in Achim) ist ein deutscher Schauspieler und Politiker (Die Linke). Er war von 2017 bis 2021 Mitglied des Deutschen Bundestages.

## Biografie
Nach seinem Realschulabschluss und dem Besuch der Fachschule Soziales in Klasse 11 studierte Michel Brandt von 2008 bis 2012 Schauspiel an der Hochschule für Musik und Darstellende Kunst Stuttgart. Neben dem Studium war er als Schauspieler am Wilhelma-Theater in Stuttgart tätig, danach am Schauspielstudio des Schauspiel Stuttgart. Sein Studium schloss er mit dem Schauspiel B. A. ab. Von 2012 bis 2017 war er festes Ensemblemitglied am Badischen Staatstheater Karlsruhe. Seit 2014 ist Brandt Mitglied im Personalrat des Badischen Staatstheaters.

## Partei und Politik
Bei der Landtagswahl in Baden-Württemberg 2016 kandidierte Michel Brandt in Landtagswahlkreis Karlsruhe I für Die Linke. Bei der Bundestagswahl 2017 zog er über den 6. Platz der Landesliste seiner Partei in den Bundestag ein. Im 19. Deutschen Bundestag war Brandt Obmann im Ausschuss für Menschenrechte und humanitäre Hilfe und als stellvertretendes Mitglied im Ausschuss für Kultur und Medien vertreten. Zudem war er Schriftführer. Außerdem war er stellvertretendes Mitglied in der Parlamentarischen Versammlung des Europarates.
Während eines Besuches des türkischen Präsidenten Recep Tayyip Erdoğan 2018 in Berlin ließ die Bundestagsverwaltung die Büroräume von Michel Brandt durch die Polizei öffnen. Die Beamten entfernten dabei Plakatausdrucke von den Fensterscheiben. Am 9. Juni 2020 urteilte das Bundesverfassungsgericht, dass der Präsident des Deutschen Bundestags, Wolfgang Schäuble, dadurch den Abgeordneten in seinen Rechten aus Artikel 38 des Grundgesetzes verletzt habe.
Bei der Bundestagswahl 2021 verpasste er mit Platz 4 der Landesliste den Wiedereinzug in den Deutschen Bundestag.

## Auszeichnungen
Im Jahr 2016 erhielt Brandt den Deutschen Personalrätepreis.

## Strafrechtliche Verurteilung
Im Februar 2022 wurde Brandt vom Amtsgericht Karlsruhe zu einer Geldstrafe von 60 Tagessätzen zu jeweils 70 Euro verurteilt, da er 2019 verbotene Kennzeichen der Gruppierung Koma Civakên Kurdistan verwendet hatte. Brandt legte gegen das Urteil Berufung ein.